# Distretto di Shimen
Il distretto di Shimen (石門區S, Shímén QūP) è un distretto della municipalità di Nuova Taipei, situata a Taiwan.